# إيساكيلا
إيساكيلا (بالسومرية: É.SAG.ÍL ، مَعناه «منزل برأس مرفوع») هو المعبد الرئيسي لعبادة الإله مردوخ في مدينة بابل، والذي كان يقع جنوب زقورة إيتيمينانكي، وأحتوى على تمثال مردوخ الكبير. بني هذا المعبد من قبل الملك الكلداني نبوخذ نصر الثاني في حوالي 600 سنة ق م، لكن على حسب قول المؤرخ الاغريقي هيرودوت إن المعبد قد دمر من قبل الملك الفارسي خشايارشا الأول في سنة 482 ق م وعهد اسكندر الأكبر، حاول بنائه إلا أنه بسبب وفاته المفاج لم يستطع إكمال ذلك. عثر على لوح أثري في بورسيبا تذكر نص من نبوخذ نصر الثاني عن عملية بناء هذا المعبد.

## عَمليات التَنقيب
المُجمع الديني الرئيسي لبابِل هو ذلك المخصص لإله المدينة مردوخ، مَعبد إيساكيلا، وهو مصطلح يمكن أن يشير إلى المعبد وحده أو الكل بما في ذلك الزقورة. لم يتمكن المنقبون الألمان إلا من أستكشاف جزء من المعبد الرئيسي، لأن التل الذي يَتَواجد عَليه المَعبد، تَل عمران بن علي، بُنيَ عَليه مَسجد مِما حَد من عَمليات التَنقيب. قامَ علماء الاثار بالتَنقيب فقط في الجزء الغربي من المبنى، المُتَمَثلة بالفناء المركزي المؤدي إلى حجيرات الآلهة وبعض الغرف التي تحيط به. لا يمكن الوصول إلى الجزء الشرقي إلا من خلال حفر الأنفاق التي تَم العثور على مخططها. ونصوص قديمة، على رأسها لوح إيساكيلا، وهو نص مترولوجي وجدنا نسخة منه تعود للقرن الثالث قبل الميلاد. لكن أصلها يرجع على الأرجح إلى الفترة البابلية الجديدة  ، مكننا من استكمال معرفتنا بالأجزاء غير المُكتشفة، أي الجزء الشرقي وأيضًا شقق مردوخ، أهم مَوقع في المَعبد.

## الوصف
تكون مَعبد إيساكيلا من ساحة أمامية أولى تبلغ مساحتها حوالي 103 × 81 مترًا، محاطة بسلسلة أولى من الغرف، يمكن الوصول إليها من خلال باب ضخم يقع في الشرق، بما في ذلك مكان اجتماع تجمع الآلهة برئاسة مردوخ خلال عيد رأس السنة البابلية الجديدة. يفتح هذا الفناء الأول على الفناء العلوي («محكمة الإله بيل»، اسم من أسماء مردوخ) بأبعاد 37.60 × 32.30 مترًا، والتي تم التَنقيب عَنها، وتحيط بها غرف تشكل شقق الآلهة المقيمين في المعبد، مثل نوع من البلاط لمُلك الآلهة مردوخ (ولا سيما قرينته سربانيط وابنه نابو)، يشكل الكل الهَيكل الرئيسي للمعبد، بأبعاد 85، 59 × 79.30 مترًا.
تم تزيين سيلا مردوخ بزخارف مِن معادن وأحجار ثَمينة وقُدمت لها العديد من القرابين، وتم نحت تمثاله، الذي يُعتقد أن الإله نفسه يسكنه، من الخشب الثمين ومزين بالملابس والمجوهرات الغنية. يمتد إيساكيلا أيضًا إلى الجنوب من الفناء الأول، في وحدة منظمة حول فناء رئيسي ثالث، مخصص للآلهة عشتار وزبابا، والتي ينسب إليها لوح إيساكيلا أبعاد الفناء 95 × 41 مترًا.
90 مترًا شمال مَعبد إيساكيلا تَقع زقورة إتيمينانكي (بالسومرية: É.TEMEN.AN.KI ، مَعناه “أساس بَيت السماء والارض”)، وهو مبنى متدرج من شأنه أن يكون مصدر إلهام أسطورة برج بابل. تم بناؤه في سياج من الجوانب 460 × 420 م على الأكثر، وبالتالي يحتل مساحة كبيرة من قلب وسط المدينة. يشتمل هذا الجدار على وحدتين معماريتين تم تنظيم كل منهما حول فناء إلى الشرق، بجانب البوابة الضخمة التي تفتح على شارع الموكب، وعدة غرف في الجنوب. قد يكون هذا هو القطاع الإداري لضريح مردوخ، حيث يُعتبر إيساكيلا معبدًا غنيًاً، ويعمل فيه عدد كبير من الموظفين من العبيد والمعالين وغيرهم من الشركاء الاقتصاديين (لا سيما عائلات الوجهاء المحليين). اختفت الزقورة نفسها منذ العصور القديمة، ولم يتم التنقيب إلا عن أساساتها، أما باقي المعرفة فقد أتاحت محاولة استعادة مظهرها من لوح إيساكيلا الذي أعطى أبعاده، وأيضًا من 'تصوير المبنى على مَسَلة".
حَسَب المُعطَيات، تَبلغ قاعدتها المُربعة، حوالي 91 مترًا على كل جانب، ويؤدي سلم ضخم إلى قمتها من الجانب الجنوبي، حيث وجدنا آثاراً للتقدم فوق 52 مترًا. ارتفع إلى سبعة طوابق، في الواقع ستة مدرجات متناقصه الحجم مكدسة، وآخرها لدعم المعبد المرتفع. وبحسب لوح إيساكيلا، فقد وصل ارتفاعها إلى 90 متراً، لكن هذا الرقم بلا شك يستجيب للمفاهيم الرمزية أكثر منه للواقع، وتعزو أحدث التقديرات ارتفاعها إلى حوالي ستين متراً. إن رمزية المبنى، إذا اتبعنا اسمه، هي تشكيل نوع من الارتباط بين الأرض، وعالم البشر، وعالم الآلهة في السماء. يمكن أن يشير أيضًا إلى المكان الذي كان مردوخ سيخلق فيه العالم، مَركزه.  من ناحية أخرى، فإن وظيفة العبادة الخاصة به غير مثبتة بشكل جيد، يقول هيرودوت أن طقوساً من النوع الهيروغاميكي («الزواج المقدس») حدثت في جُزئه العلوي  ، وربما يستحضر لوح مسماري مجزأ طقوساً تجري في نفس المبنى  ، لكنه لا يزال غائبًا عن نصوص الطقوس الأخرى. ربما كانت وظيفة العبادة الخاصة به محدودة، حيث ركز المعبد السفلي (إيساكيلا، بالمعنى الدقيق للكلمة) بلا شك على مُعظم الطقوس.
بعد الفترة البابلية الجديدة، بقيَ مَعبد إيساكيلا مكان العبادة الرئيسي في المدينة. لا تزال مسألة معرفة ما إذا كان قد تم تدميرها أثناء قمع تمرد في عهد زركسيس الأول محل نقاش، ولكن من الواضح أنه بَقيَ يعمل. ربما تم تدمير الزقورة أيضًا خلال هذا الحدث. على أي حال، فإن النصوص التي تشير إلى فترة الإسكندر وبداية الهيمنة السلوقية تقدمهما على أنهما أصبَحا في حالة سيئة. لا يزال المَعبد، والذي تم ترميمه بلا شك، يعمل، بينما تم تسوية الزقورة تحسباً لإعادة البناء التي لَم تَحدُث أبداً. نعلم من إشارات المؤلفين اليونانيين واللاتينيين ومن النصوص المسمارية أنها استمرت في العمل في القرنين الأول والثاني من عصرنا، كما ذُكر أعلاه.